# Torsten Hillberg
Torsten Axel Ludvig Hillberg, född 28 juni 1892 i Göteborg, död 28 augusti 1954 i Kungsholms församling i Stockholm, var en svensk skådespelare.

## Biografi
Hillberg scendebuterade i Göteborg 1911. Han var senare verksam omväxlande i Göteborg och Stockholm samt vid de svenska teatrarna i Finland. Han filmdebuterade 1920 och kom att medverka i drygt 50 filmer i många mindre roller. 
1919 gifte han sig med skådespelaren Linnéa Nilsson (1890–1977). De är begravda på Örgryte gamla kyrkogård.
Torsten Hillberg var bror till skådespelaren Olof Hillberg (1887–1968).

## Filmografi
- 1920 – Mästerman
- 1923 – Hårda viljor
- 1923 – Johan Ulfstjerna
- 1923 – Norrtullsligan
- 1925 – Styrman Karlssons flammor
- 1925 – Flygande holländaren
- 1935 – Valborgsmässoafton
- 1936 – Spöket på Bragehus
- 1937 – John Ericsson – segraren vid Hampton Roads
- 1937 – Häxnatten
- 1937 – Pappa får påökt
- 1937 – Ryska snuvan
- 1938 – Styrman Karlssons flammor
- 1938 – Karriär
- 1938 – Två år i varje klass
- 1938 – Kloka gubben
- 1938 – Med folket för fosterlandet
- 1938 – Sigge Nilsson och jag
- 1939 – Då länkarna smiddes
- 1939 – Följ med till M.F.A.
- 1939 – Valfångare
- 1939 – Vi två
- 1939 – Vi på Solgläntan
- 1940 – Hjältar i gult och blått
- 1940 – Karl för sin hatt
- 1940 – Mjölkens mirakler
- 1940 – Vi tre
- 1940 – Med livet som insats
- 1941 – Gentlemannagangstern
- 1941 – Tänk, om jag gifter mig med prästen
- 1941 – Nygifta
- 1941 – Landstormens lilla argbigga
- 1941 – Stackars Ferdinand
- 1941 – Uppåt igen
- 1942 – En sjöman i frack
- 1942 – Farliga vägar
- 1942 – Löjtnantshjärtan
- 1942 – Rid i natt!
- 1942 – Vårat gäng
- 1942 – Jacobs stege
- 1942 – Sexlingar
- 1943 – Ordet
- 1943 – En flicka för mej
- 1943 – Det brinner en eld
- 1943 – Flickan är ett fynd
- 1943 – Katrina
- 1943 – I mörkaste Småland
- 1943 – En melodi om våren
- 1943 – Lille Napoleon
- 1943 – Ombyte av tåg
- 1943 – Ordet
- 1943 – Örlogsmän
- 1944 – Den osynliga muren
- 1944 – Excellensen
- 1944 – Gröna hissen
- 1944 – Hans livs lopp
- 1944 – Hemsöborna
- 1944 – Hets
- 1944 – Kungajakt
- 1944 – På farliga vägar
- 1944 – Sabotage
- 1944 – Snöstormen
- 1945 – Galgmannen
- 1945 – Jagad
- 1945 – Mans kvinna
- 1946 – Det regnar på vår kärlek
- 1946 – Klockorna i Gamla Sta'n
- 1947 – Det kom en gäst
- 1947 – Kvinna utan ansikte
- 1947 – Två kvinnor
- 1953 – I dimma dold

## Teater

### Roller (ej komplett)
| År   | Roll                   | Produktion                                                                    | Regi                     | Teater                           |
| ---- | ---------------------- | ----------------------------------------------------------------------------- | ------------------------ | -------------------------------- |
| 1920 | Lucien                 | Kiki André Picard                                                             | Ernst Eklund             | Blancheteatern                   |
| 1921 | Grannen                | Skulden till allt Lev Tolstoj                                                 | Alexander Moissi         | Blancheteatern                   |
| 1921 | Petuschkof En musiker  | Det levande liket Lev Tolstoj                                                 | Alexander Moissi         | Blancheteatern                   |
| 1921 | Sören Piggsvin         | Askungen Ludvig Brandstrup                                                    | Arthur Natorp            | Blancheteatern                   |
| 1922 | Aurillac               | Madame Sherry Hugo Felix, Maurice Ordonneau, Benno Jacobson                   | Ernst Eklund             | Blancheteatern                   |
| 1922 | Sir Francis Chesney    | Charleys tant Brandon Thomas                                                  | Elis Ellis               | Blancheteatern                   |
| 1934 | Dr. Josh Gordon        | Män i vitt Sidney Kingsley                                                    | Per Lindberg             | Vasateatern                      |
| 1934 | Tunnbindaren           | Bödeln Pär Lagerkvist                                                         | Per Lindberg             | Vasateatern                      |
| 1935 | Leopold Huber          | Karriär-karriär Gábor Drégely                                                 | Gösta Ekman              | Vasateatern                      |
| 1936 | Bokhållare Gråberg     | Vildanden Henrik Ibsen                                                        | Martha Lundholm          | Vasateatern                      |
| 1936 | Phil Evans             | Gröna hissen Avery Hopwood                                                    | Gösta Ekman              | Vasateatern                      |
| 1937 | Aristide Pelch         | Min son ministern André Birabeau                                              | Martha Lundholm          | Vasateatern                      |
| 1937 | Elias                  | Vår egen tid Leck Fischer                                                     | Martha Lundholm          | Vasateatern                      |
| 1937 | Henry Popinot          | Ungdomen kommer med åren Seymour Hicks och Ashley Dukes                       | Gunnar Tolnæs            | Vasateatern                      |
| 1937 | Urban                  | I kärlek BC Ladislaus Bus-Fekete                                              | Martha Lundholm          | Vasateatern                      |
| 1937 |                        | Axel i sjunde himlen Paul Morgan, Hans Schütz och Ralph Benatzky              | Max Hansen               | Vasateatern                      |
| 1938 | Bauer                  | De 2 Thompson Serck Rogers                                                    | Martha Lundholm          | Vasateatern                      |
| 1938 | Professor Dorn         | Han sitter vid smältdegeln Kaj Munk                                           | Olof Molander            | Vasateatern                      |
| 1938 | Kungen                 | Lille Purtzels flygfärd Edit Heinrich                                         | Martha Lundholm          | Vasateatern                      |
| 1939 | Greve d'Usson          | Kungens komedi Oscar Rydqvist                                                 | Martha Lundholm          | Vasateatern                      |
| 1940 | Peter Stockman         | En folkfiende Henrik Ibsen                                                    | Olof Molander            | Vasateatern                      |
| 1940 | Julius Glogau          | Eldprovet Henry Kistemaeker                                                   | Martha Lundholm          | Vasateatern                      |
| 1940 | Dr Axel Neidel         | Idag blir igår Martha Lundholm                                                | Martha Lundholm          | Vasateatern                      |
| 1941 | Herr Grimes            | Nog lever farfar Paul Osborn                                                  | Olof Molander            | Vasateatern                      |
| 1941 | Kajser                 | Trötte Teodor Max Neal och Max Ferner                                         | Olof Molander            | Vasateatern                      |
| 1941 |                        | Han som kom till middag George S. Kaufman och Moss Hart                       | Martha Lundholm          | Vasateatern                      |
| 1942 | Gregori                | Kid Jackson Marcel Achard                                                     | Olof Molander            | Vasateatern                      |
| 1942 | Theofilius Nielsen     | Lille Napoleon Paul Sarauw                                                    | Max Hansen               | Vasateatern                      |
| 1942 |                        | Min syster Eileen Joseph Fields och Jerome Chodorov                           | Gösta Folke              | Vasateatern                      |
| 1943 | Kamrern                | Herr Blink går över alla gränser Lars-Levi Laestadius                         | Per Lindberg             | Vasateatern                      |
| 1943 | Mr Ventnor             | Den okuvliga Mr Bunting Robert Greenwood                                      | Martha Lundholm          | Vasateatern                      |
| 1943 | Hovmästaren            | Teater W. Somerset Maugham                                                    | Martha Lundholm          | Vasateatern                      |
| 1944 | Nils                   | Mans kvinna Vilhelm Moberg                                                    | Per Lindberg Gösta Folke | Vasateatern                      |
| 1944 | Giles Lacy             | Rebecca Daphne du Maurier                                                     | Martha Lundholm          | Vasateatern                      |
| 1944 | Horton                 | Solsken då och då Terence Rattigan                                            | Martha Lundholm          | Vasateatern                      |
| 1945 | Kyrkoherde Chasuble    | Bunbury Oscar Wilde                                                           | Harry Roeck-Hansen       | Blancheteatern                   |
| 1946 | Fred Miller            | Morgondagens värld James Gow och Arnaud d'Usseau                              | Martha Lundholm          | Vasateatern Även turné           |
| 1946 | Hedlund                | Aldrig en kvinna Ivan Oljelund                                                | Martha Lundholm          | Vasateatern                      |
| 1946 | Larose                 | Doris Marcel Thiébaut                                                         | Martha Lundholm          | Vasateatern                      |
| 1946 | Förste bäraren         | "Patrasket" Hjalmar Bergman                                                   | Anders Henriksson        | Vasateatern                      |
| 1947 | John Deacon January    | Röd i det blå Zoë Akins                                                       | Ernst Eklund             | Vasateatern                      |
| 1947 | Capulet                | Romeo och Julia William Shakespeare                                           | Johan Falck              | Norrköping-Linköping stadsteater |
| 1947 | Harry Brock            | Född i går Garson Kanin                                                       | Johan Falck              | Norrköping-Linköping stadsteater |
| 1947 |                        | Den heliga familjen Rudolf Värnlund                                           | Gunnar Skoglund          | Norrköping-Linköping stadsteater |
| 1948 | Jöran Persson          | Erik XIV August Strindberg                                                    | Johan Falck              | Norrköping-Linköping stadsteater |
| 1948 |                        | Av barn och dårar… Kenneth Horne                                              | Johan Falck              | Norrköping-Linköping stadsteater |
| 1948 | Harry Brock            | Född i går Garson Kanin                                                       | Johan Falck              | Norrköping-Linköping stadsteater |
| 1948 |                        | Det orimliga Arvid Brenner                                                    | Hans Dahlin              | Norrköping-Linköping stadsteater |
| 1948 | Menelaos               | Strändernas svall Eyvind Johnson                                              | Johan Falck              | Norrköping-Linköping stadsteater |
| 1949 | Dr. Libbard            | Det gåtfulla leendet Aldous Huxley                                            | Johan Falck              | Norrköping-Linköping stadsteater |
| 1949 |                        | En komedi om kärlek Jean Anouilh                                              | Johan Falck              | Norrköping-Linköping stadsteater |
| 1949 |                        | Linje Lusta Tennessee Williams                                                | Johan Falck              | Norrköping-Linköping stadsteater |
| 1949 |                        | Clutterbuck Benn W Levy                                                       | Hans Dahlin              | Norrköping-Linköping stadsteater |
| 1949 |                        | Edwards barn Marc-Gilbert Sauvajon, Frederick J. Jackson och Roland Bottomley | Stig Roland              | Norrköping-Linköping stadsteater |
| 1949 | Cæsar                  | Cæsar och Cleopatra George Bernard Shaw                                       | Johan Falck              | Norrköping-Linköping stadsteater |
| 1949 |                        | En handelsresandes död Arthur Miller                                          | Johan Falck              | Norrköping-Linköping stadsteater |
| 1950 | Översten               | Utanför dörren Wolfgang Borchert                                              | Johan Falck              | Norrköping-Linköping stadsteater |
| 1950 | Herr Tarde             | En vildfågel Jean Anouilh                                                     | Johan Falck              | Norrköping-Linköping stadsteater |
| 1950 | Senatorn               | Den respektfulla skökan Jean-Paul Sartre                                      | Pär-Edward Wahlgren      | Norrköping-Linköping stadsteater |
| 1950 |                        | Hans nåds testamente Hjalmar Bergman                                          | Johan Falck              | Norrköping-Linköping stadsteater |
| 1950 | Marcus Hoff            | Den långa kniven Clifford Odets                                               | Karin Kavli              | Norrköping-Linköping stadsteater |
| 1950 | Polonius               | Hamlet William Shakespeare                                                    | Johan Falck              | Norrköping-Linköping stadsteater |
| 1950 |                        | Drömflickan Elmer Rice                                                        | Per Gerhard              | Norrköping-Linköping stadsteater |
| 1951 |                        | Blodsbröllop Federico García Lorca                                            | Johan Falck              | Norrköping-Linköping stadsteater |
| 1951 | Roger Hilton           | Å, en sån dag Dodie Smith                                                     | Gerda Wrede              | Norrköping-Linköping stadsteater |
| 1952 | Chouquet               | I kväll i Samarkand Jacques Deval                                             | Per Gerhard              | Vasateatern                      |
| 1953 | Paul Petkoff           | Hjältar George Bernard Shaw                                                   | Per Gerhard              | Vasateatern                      |
| 1953 | George Allerton        | Drömflickan Elmer Rice                                                        | Johan Falck              | Helsingborgs stadsteater         |
| 1953 | Eriksson               | Swedenhielms Hjalmar Bergman                                                  | Johan Falck              | Helsingborgs stadsteater         |
| 1953 | Doktor Dionysio Genoni | Henrik IV Luigi Pirandello                                                    | Johan Falck              | Helsingborgs stadsteater         |
| 1954 | Stefano                | Stormen William Shakespeare                                                   | Johan Falck              | Helsingborgs stadsteater         |
| 1954 | Kurtz                  | Kanske en diktare Ragnar Josephson                                            | Gunnar Ekström           | Helsingborgs stadsteater         |
| 1954 | Eggerson               | Privatsekreteraren T.S. Eliot                                                 | Åke Engfeldt             | Helsingborgs stadsteater         |

## Radioteater

### Roller
| År   | Roll | Produktion                       | Regi        |
| ---- | ---- | -------------------------------- | ----------- |
| 1940 |      | En gammal symaskin Moa Martinson | Lars Madsén |